# توماس فلانغن
توماس فلانغن (بالإنجليزية: Thomas Flanagan)‏‏ (5 نوفمبر 1923 في غرينويتش - 21 مارس 2002 في بيركيلي، كاليفورنيا) كاتب، وروائي، وأستاذ جامعي من الولايات المتحدة.